# Böle (Norsjö)
Böle is een plaats in de gemeente Norsjö in het noorden van het landschap Västerbotten en de provincie Västerbottens län in Zweden.
De plaats heeft circa 30 inwoners (2008). De plaats ligt op een hoogte van 239 meter boven de zeespiegel, ten zuiden van het meer Kedträsket. De plaats ligt op circa dertien kilometer ten noordwesten van de plaats Norsjö. De plaats is gesticht in 1856 door Nils Stefansson uit Tjärnberg, Norsjö.

## Verkeer en vervoer
Bij de plaats loopt de Länsväg 370.